# فرودگاه برنچ کاونتی مموریال
فرودگاه برنچ کاونتی مموریال (به انگلیسی: Branch County Memorial Airport) یک فرودگاه همگانی بهره‌برداری هوایی است که یک باند فرود آسفالت دارد و طول باند آن ۱۶۳۱ متر است. این فرودگاه در کشور ایالات متحده آمریکا قرار دارد و در ارتفاع ۲۹۲ متری از سطح دریا واقع شده‌است.